# 约翰·亚伯拉罕
約翰·亞伯拉罕（英語：John Abraham，1972年12月17日—），印度男演員及製片人，主要參演印地語電影。他以堅忍不拔的動作英雄形象而聞名，且已獲得諸多獎項，其中涵蓋印度國家電影獎及印度電影觀眾獎。自2017年起，亞伯拉罕長期入選《富比士印度》的百大名人榜。
亞伯拉罕在模特兒領域取得成功後，2003年透過情色驚悚片《最毒美人心》於電影圈出道，一炮而紅。之後憑藉動作片《遁天神盜》（2004年）以及喜劇片《麻辣一家亲》（2005年）、《計程車9211》（2006年）與《燃情邁阿密》（2008年）成名。他還主演了廣受好評的劇情片《禍水》（2005年）以及驚悚片《喀布爾快遞》（2006年）與《紐約》（2009年）。亞伯拉罕儘管在隨後的十年中經歷了幾次商業失敗，但仍憑藉《真愛滿屋2》（2012年）、《生死競賽2》（2013年）、《瓦達拉驚爆點》（2013年）、《諜戰馬德拉斯》（2013年）和《熱烈婚禮之烏龍婚事》（2015年）取得成功。隨後帶來的《警網雙雄》（2016年）、《核彈英雄》（2018年）、《真理戰勝》（2018年）、《巴特拉住宅事件》（2019年）及《寶萊塢之絕地特工》（2023年）也取得了票房佳績。
亞伯拉罕以自己的公司JA娛樂（JA Entertainment）進軍電影製作領域，憑藉《精牌大丈夫》（2012年）榮獲印度國家電影獎最佳流行電影。他也構思了《超級士兵》（2022年）的故事。除了電影事業之外，更身兼印度超級聯賽足球隊東北聯足球俱樂部的共同所有人。亞伯拉罕也是素食主義者，並且是動物權利的倡導者。

## 早年
約翰·亞伯拉罕1972年12月17日出生於馬哈拉施特拉邦孟買的宗教及民族混合的家庭。父親是來自喀拉拉邦的馬拉亞利圣多马基督徒，母親則是伊拉尼祆教徒，她有許多親戚住在伊朗。亞伯拉罕的祆教名字是「法罕」（Farhan），但他受洗的名字是「約翰」（John）。他有個名為艾倫·亞伯拉罕的弟弟（Alan Abraham）。他自認是個有靈性的人，但並不信仰任何特定的宗教。亞伯拉罕在孟買長大，就讀孟買蘇格蘭學校。他就讀於孟買大學傑伊欣德學院，隨後獲得孟買NMIMS的MBA學位。表姊妹蘇西·馬修（Susy Matthew）是寫過《時間的泡沫》（Bubble of Time）等小說的作家。

## 私生活

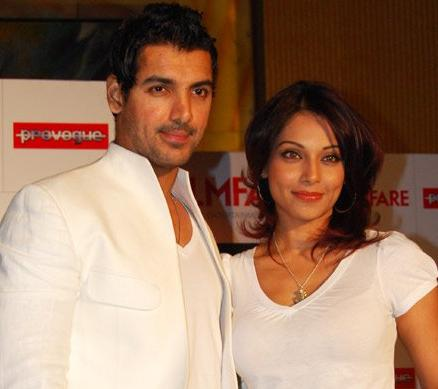
亞伯拉罕與比帕莎·巴蘇

亞伯拉罕2002年拍攝《最毒美人心》期間，開始與同戲主演比帕莎·巴蘇交往。兩人在一起時常被印度媒體稱為超級情侶。亞伯拉罕曾表示：「我寧願讓此關係成為猜測。我一直對自己的私生活保持沉默，這種莊重的沉默將繼續保持下去，這只是父母養育我的方式。」兩人於2011年分手。
他的妻子名為普莉亞·倫恰爾（Priya Runchal），是來自美國的印度裔美國金融分析師兼投資銀行家，但出生於麦克罗干吉。2010年12月，亞伯拉罕在孟買結識了她。他們於2014年1月3日結婚。倫恰爾也是東北聯足球俱樂部的主席。
亞伯拉罕是健身模特兒，不菸不酒，也不碰任何精神药物。因此，他經常避開許多聚會與活動。他是運動型機車收藏家。

## 作品列表

### 電影
| 年份 | 片名                         | 角色                                                                         | 附註                                                 | 來源          |
| ---- | ---------------------------- | ---------------------------------------------------------------------------- | ---------------------------------------------------- | ------------- |
| 2003 | 《最毒美人心》               | 卡比爾·拉爾（Kabir Lal）                                                              |                                                      | [ 34 ]        |
| 2003 | 《人鬼情深》                 | 阿卡什·巴特納加爾（Aakash Bhatnagar）                                                        |                                                      | [ 35 ]        |
| 2003 | 《罪》                       | 希文·維爾馬（Shiven Verma）                                                              |                                                      | [ 36 ]        |
| 2004 | 《真相背后》                 | 雅利安·特里維迪（Aryan Trivedi）                                                          |                                                      | [ 37 ]        |
| 2004 | 《底線》                     | 薩希爾·米甚拉（Saahil Mishra）                                                            |                                                      | [ 38 ]        |
| 2004 | 《遁天神盜》                 | 卡比爾·夏爾馬（Kabir Sharma）                                                            |                                                      | [ 39 ]        |
| 2004 | 《为爱迷醉》                 | 阿曼·喬希（Aman Joshi）                                                                |                                                      | [ 40 ]        |
| 2005 | 《宣言》                     | 阿比曼尤·辛格（Abhimanyu Singh）                                                            |                                                      | [ 41 ]        |
| 2005 | 《血色浪漫》                 | 約翰·沃加斯（John Wargas）                                                              |                                                      | [ 42 ]        |
| 2005 | 《奪命荒野》                 | 克里什·塔帕爾（Krish Thapar）                                                            |                                                      | [ 43 ]        |
| 2005 | 《反抗》                     | 阿馬爾·帕特瓦丹（Amar Patwardhan）                                                          |                                                      | [ 44 ]        |
| 2005 | 《禍水》                     | 納拉揚·杜特（Narayan Dutt）                                                              |                                                      | [ 45 ]        |
| 2005 | 《麻辣一家亲》               | 夏姆·「山姆」·薩爾岡卡（Shyam "Sam" Salgaonkar）                                                   |                                                      | [ 46 ]        |
| 2006 | 《囚室惊魂》                 | 羅希特·喬普拉（Rohit Chopra）                                                            |                                                      | [ 47 ]        |
| 2006 | 《計程車9211》               | 傑·米塔爾（Jai Mittal）                                                                |                                                      | [ 48 ]        |
| 2006 | 《火車站上的愛情》           | DJ                                                                           | 客串                                                 | [ 49 ]        |
| 2006 | 《父親》                     | 拉賈特·維爾馬（Rajat Verma）                                                            |                                                      | [ 50 ]        |
| 2006 | 《喀布爾快遞》               | 蘇赫爾·罕（Suhel Khan）                                                                |                                                      | [ 51 ]        |
| 2007 | 《愛情的禮讚》               | 阿舒托什·雷納（Ashutosh Raina）                                                            |                                                      | [ 52 ]        |
| 2007 | 《请勿吸烟》                 | K                                                                            |                                                      | [ 53 ]        |
| 2007 | 《进球才是硬道理》           | 桑尼·巴辛（Sunny Bhasin）                                                                |                                                      | [ 54 ]        |
| 2008 | 《燃情邁阿密》               | 庫納爾·喬漢（Kunal Chauhan）                                                              |                                                      | [ 55 ] [ 56 ] |
| 2009 | 《紐約》                     | 薩米爾·「山姆」·謝赫（Sameer "Sam" Sheikh）                                                     |                                                      | [ 57 ]        |
| 2010 | 《希望》                     | 拉胡爾·夏爾馬（Rahul Sharma）                                                            |                                                      | [ 58 ]        |
| 2010 | 《尽管他是在说谎》           | 西達夫·阿利耶／菲達托（Siddharth Arya / Fidato）                                                    |                                                      | [ 59 ]        |
| 2011 | 《蘇珊娜和他七個丈夫》       | 賈姆希德·辛格·拉索德／吉米·史泰森（Jamshed Singh Rathod / Jimmy Stetson）                                        |                                                      | [ 60 ]        |
| 2011 | 《武力》                     | 亞許瓦爾丹·「亞許」·辛格警務處助理處長（ACP Yashvardhan "Yash" Singh）                                   |                                                      | [ 61 ]        |
| 2011 | 《印度猛男》                 | 尼基爾·「尼克」·馬圖爾（Nikhil 'Nick' Mathur）                                                   |                                                      | [ 62 ] [ 63 ] |
| 2012 | 《真愛滿屋2》                | 麥克斯·梅羅特卡（Max Mehrotkar）                                                          |                                                      | [ 64 ]        |
| 2012 | 《精牌大丈夫》               | 他自己                                                                       | 特別演出歌曲：〈蘭姆酒〉（Rum Whisky）；兼監製                 | [ 65 ]        |
| 2013 | 《生死競賽2》                | 阿爾曼·馬利克（Armaan Malik）                                                            |                                                      | [ 66 ]        |
| 2013 | 《傻瓜爱情》                 | 伊沙安·薩巴瓦爾（Ishaan Sabharwal）                                                          |                                                      | [ 67 ]        |
| 2013 | 《瓦達拉驚爆點》             | 曼亞·蘇爾維                                                                  |                                                      | [ 68 ]        |
| 2013 | 《諜戰馬德拉斯》             | 維克拉姆·辛格少校（Major Vikram Singh）                                                        | 兼監製                                               | [ 69 ]        |
| 2015 | 《熱烈婚禮之烏龍婚事》       | 阿朱·拜／阿賈伊·巴爾西（Ajju Bhai / Ajay Barsi）                                                   |                                                      | [ 70 ]        |
| 2015 | 《复仇慈母心》               | 薩塔姆（Satam）                                                                   | 客串                                                 | [ 71 ]        |
| 2016 | 《維齊爾》                   | 維傑·馬利克警司（SP Vijay Mallik）                                                          | 特別演出                                             | [ 72 ]        |
| 2016 | 《孤膽特工》                 | 卡比爾·阿赫拉瓦特（Kabir Ahlawat）                                                        | 兼監製和歌曲〈向阿爾法一樣（不插電）〉（Alfazon Ki Tarah (Unplugged)）的代唱歌手 | [ 73 ]        |
| 2016 | 《警網雙雄》                 | 卡比爾·謝爾吉爾（Kabir Shergill）                                                          |                                                      | [ 74 ]        |
| 2016 | 《武力2》                    | 亞許瓦爾丹·「亞許」·辛格警務處助理處長                                       | 兼監製                                               | [ 75 ]        |
| 2018 | 《核彈英雄》                 | 阿什瓦特·雷納（Ashwat Raina）                                                            | 兼監製                                               | [ 76 ]        |
| 2018 | 《真理戰勝》                 | 維倫德拉·「維爾」·拉索德（Virendra "Vir" Rathod）                                                 |                                                      | [ 77 ]        |
| 2018 | 《薩維塔·達莫達爾·帕蘭傑佩》 | 不適用                                                                       | 監製；馬拉地語電影                                   | [ 78 ]        |
| 2019 | 《跨境特務》                 | 雷哈馬圖拉·「羅密歐」·阿里／阿克巴·馬利克／華特·罕                           |                                                      | [ 79 ]        |
| 2019 | 《巴特拉住宅事件》           | 桑吉夫·庫馬·亞達夫                                                           | 兼監製                                               | [ 80 ] [ 81 ] |
| 2019 | 《三個倒黴蛋》               | 拉傑·基肖爾（Raj Kishore）                                                              |                                                      | [ 82 ]        |
| 2021 | 《孟買傳奇》                 | 阿馬蒂亞·拉奧·奈克（Amartya Rao Naik）                                                       |                                                      | [ 83 ]        |
| 2021 | 《奶奶的遺願》               | 古爾舍爾·辛格（Gursher Singh）                                                            | 特別演出；兼監製                                     | [ 84 ]        |
| 2021 | 《真理战胜2》                | 達達薩海布·巴拉姆·阿扎德（Dadasaheb Balram Azad）／薩蒂亞·巴拉姆·阿扎德（Satya Balram Azad）／傑·巴拉姆·阿扎德（Jay Balram Azad） |                                                      | [ 85 ]        |
| 2022 | 《超級士兵》                 | 阿俊·謝吉爾少校（Major Arjun Shergill）                                                          | 兼監製和故事作家                                     | [ 86 ]        |
| 2022 | 《迷情殺機：捲土重來》       | 拜拉夫·普羅希特（Bhairav Purohit）                                                          |                                                      | [ 87 ]        |
| 2022 | 《麥克》                     | 不適用                                                                       | 監製；馬拉雅拉姆語電影                               | [ 88 ]        |
| 2022 | 《倫敦戀上你》               | 不適用                                                                       | 監製                                                 | [ 89 ]        |
| 2023 | 《寶萊塢之絕地特工》         | 吉姆（Jim）                                                                     |                                                      | [ 90 ]        |
| 2024 | 《那些日子也是如此》         | 拉胡爾·辛哈（Rahul Sinha）                                                              | 客串；兼監製                                         | [ 91 ]        |
| 2024 | 《如是我闻》                 | 阿比曼尤·坎瓦爾少校（Major Abhimanyu Kanwar）                                                      | 兼監製                                               | [ 92 ]        |
| 2025 | 《万里归省》                 | J·P·辛格（J.P. Singh）                                                                 | 兼監製                                               | [ 93 ]        |
| 2025 | 《德黑蘭》（Tehran）               | 待公布                                                                       | 兼監製                                               | [ 94 ]        |
| 2025 | 《塔里克》（Tariq）               | 待公布                                                                       | 兼監製                                               | [ 95 ]        |

### MV
| 年份 | 歌名                       | 演唱者                                | 語言     | 來源   |
| ---- | -------------------------- | ------------------------------------- | -------- | ------ |
| 1999 | 〈聽聞〉（Mahek）               | 潘卡伊·烏達斯                         | 印地語   | [ 96 ] |
| 2001 | 〈誰造了你的鈸〉（Teri Jhanjhar Kisne Banayi）       | 漢斯·拉傑·漢斯                        | 旁遮普語 | [ 96 ] |
| 2002 | 〈胡斯納·迪·薩卡爾〉（Husna Di Sarkar）   | 亞齊·B                                | 旁遮普語 | [ 97 ] |
| 2008 | 〈有人來了〉               | Strings                               | 烏爾都語 | [ 98 ] |
| 2013 | 〈女兒們（拯救女童）〉（Betiyaan (Save the Girl Child)） | 香卡·馬哈德溫、桑妮蒂·喬寒、蘇努·尼甘 | 印地語   | [ 99 ] |

## 備註
1. ↑  據2018年《印度時報》消息來源稱，亞伯拉罕表示母親是帕西人，而帕西人的根源在古吉拉特邦[12]，但在2011年NDTV的一篇更早的報導中，亞伯拉罕則稱母親是來自伊朗的帕西人[13]，而在2022年Pinkvilla的一篇報導中，他說母親是祆教徒，在伊朗有21個表兄弟姐妹[14]；在另一次訪談中，他的母親說：「我是個地地道道的伊朗人。」[15]
2. ↑  亞伯拉罕在片中一人分飾三角。

## 外部連結
- 官方网站
- 约翰·亚伯拉罕在互联网电影资料库（IMDb）上的資料（英文）